# Anopheles baisasi
Anopheles baisasi är en tvåvingeart som beskrevs av Donald Henry Colless 1957. Anopheles baisasi ingår i släktet Anopheles och familjen stickmyggor.
Artens utbredningsområde är Filippinerna. Inga underarter finns listade i Catalogue of Life.